# 1479 en santé et médecine
| Années de la santé et de la médecine : 1476 - 1477 - 1478 - 1479 - 1480 - 1481 - 1482    |
| Décennies de la santé et de la médecine : 1440 - 1450 - 1460 - 1470 - 1480 - 1490 - 1500 |

Cet article présente les faits marquants de l'année 1479 en santé et médecine.

## Événements
- 1er juin : cérémonie d'ouverture de l'université de Copenhague, fondée l'année 1478 précédente par Christian Ier, roi de Danemark, et qui comprend dès l'origine une faculté de médecine[1],[2].
- Le prince Jean de Portugal reçoit du pape Sixte IV la permission de réorganiser l'ensemble des hôpitaux de Lisbonne et, en 1502, quarante-trois petits établissements de la ville auront été agrégés au nouvel hôpital de Tous-les-Saints (Hospital Real de Todos os Santos[3]).
- Fondation à Pavie, en Lombardie, sous une administration entièrement laïque, de l'Ospedale degli Esposti (« hôpital des enfants-trouvés[4] »).
- Fondation par Nicolas Rougueulle d'un hôtel-Dieu à Conches au pays d'Ouche en Normandie[5].
- Une léproserie Saint-Jacques-et-Saint-Christophe est attestée à Gaillefontaine au pays de Caux en Normandie[6].
- Un hospice ou hôpital Saint-Jean est attesté à Sauqueville au pays de Caux, en Normandie[6].
- La ville lombarde de Pavie engage par contrat, comme médecin de peste, Giovanni de Ventura, docteur en médecine[7].
- 1477-1479 : les épidémies qui sévissent dans le Nord de l'Italie font plus de quarante mille morts[8].

## Publications
- Première édition, à Venise, de l'Expositio in primum librum canonis Avicennae de Jacopo da Forlì († 1414) (avec les  Recollectae de urinis d'Antonio Cermisone (it) († 1441[9]).
- Première édition, à Colle di Val d'Elsa, de la Practica maior de Michel Savonarole (1385-1468[10]).

- Le médecin tibétain Kyempa Tsewang rédige son commentaire des Quatre Tantras de la médecine[11].